# Enforce
Enforce (エンフォース?, Enfōsu) è un videogioco arcade di genere sparatutto in prima persona, sviluppato e pubblicato dalla Taito nel 1989.
Come per Continental Circus, il suo cabinato è caratterizzato dalla presenza di visori stereoscopici per il giocatore, appesi dall'alto, che generano un effetto 3D.

## Trama
La prefazione è estrapolata dal volantino da sala (traduzione non ufficiale):
Nell'anno 2885, una nuova razza umana creata attraverso l'ingegneria genetica chiamata "Neohuman" dichiarò l'indipendenza dall'umanità. L'umanità era in svantaggio di fronte al potere militare dei neoumani, che avevano fatto dell'insediamento di Iona il loro luogo sacro. Un guerriero umano sale a bordo della macchina anti-invasione "A.I.M." e inizia una battaglia solitaria contro i neoumani.

## Modalità di gioco
Enforce è costituito da sette livelli. Il giocatore controlla il futuristico mezzo corazzato A.I.M., dotato di cannone al plasma nel braccio sinistro e di mitragliatrice Gatling in quello destro. Lungo la strada incrocia mezzi corazzati nemici e, ovviamente, i neoumani. Li deve eliminare tutti entro i 3 minuti di tempo a disposizione. Alla fine di un livello è sempre presente una fortezza nemica, la quale la si deve distruggere per passare a quello successivo.
Un power-up a slot nella forma di un gettone è ottenibile abbattendo un nemico lampeggiante di rosso o salvando un ostaggio. L'effetto che ne deriva è casuale tra una serie di missili (M) da lanciare, il laser (L) da sparare temporaneamente, la barriera (B) in grado di resistere cinque volte agli attacchi, o il turbo (T) che aumenta la velocità del mezzo per qualche secondo.

## Accoglienza
In Giappone, la rivista Game Machine elencò Enforce nel numero del 1º giugno 1989 come la sesta unità arcade di maggior successo del mese.